# Килер, Руби
Руби Килер (англ. Ruby Keeler), урождённая Этель Хильда Килер (англ. Ethel Hilda Keeler), 25 августа 1909 — 28 февраля 1993) — американская актриса, певица и танцовщица, наиболее известная по ролям в ряде успешных мюзиклов студии «Warner Brothers» в компании с Диком Пауэллом, среди которых «42-я улица» (1933), «Золотоискатели 1933-го» (1933), «Парад в огнях рампы» (1933), «Дамы» (1934) и «Коллин» (1936).

## Биография
В 1920-х годах Килер успешно выступала на Бродвее в серии комедийных постановок и мюзиклов. С 1928 по 1940 год актриса была замужем за знаменитым джазовым певцом Элом Джолсоном. После развода с ним, Килер ушла из шоу-бизнеса, но в 1971 году с успехом возродила карьеру на Бродвее. Последней её работой в кино стала роль Голди в комедии «Богатые отпрыски» в 1989 году.
Руби Килер умерла от рака в феврале 1993 года в возрасте 83 лет. Её вклад в кинематограф был отмечен звездой на голливудской «Аллее славы».